# コロンビア内戦
コロンビア内戦（コロンビアないせん）は、コロンビアで50年以上続いている内戦である。政府軍、左翼ゲリラ、極右民兵の三つ巴の内戦に麻薬問題が絡まり泥沼化し、約45万人が死亡、約8万人が行方不明になり、約740万人が難民化した。

## 概要
コロンビアは1819年にスペインから独立して以降、自由党と保守党の二大政党制による議会政治が行われてきた。ラテンアメリカ諸国においては珍しく軍事クーデターや独裁政権をほとんど経験せず、コロンビアは「西半球で最も古い民主主義国家」と評される反面、植民地時代から続く貧富の格差は大きく、二大政党以外の政治勢力の政治参加が阻害された結果、政治社会的暴力を生み出す土壌が育まれた。
二大政党の対立を背景に19世紀から内戦が繰り返され、1899年には国の基幹産業であるコーヒー豆の価格が暴落し自由党系農民の反乱から千日戦争と呼ばれる内戦が勃発。死者は全土で75,000人から15万人にも達したとされる。自由党は新興財閥や都市労働者を支持基盤とし、保守党は大地主やカトリック教会など支配層を支持基盤としていたが、両党ともに寡頭制の維持という点では一致していた。1948年に自由党の大統領候補だったホルヘ・エリエセル・ガイタンが首都ボゴタで暗殺されると、これを契機にボゴタで大暴動が発生。保守党政権が自由党支持者を徹底弾圧し、以後の10年間は「ラ・ビオレンシア（暴力の時代）」と呼ばれる内戦に突入、死者は10万人から20万人にも及んだとされる。
この内戦は自由党と保守党が政権を折半し、4年ごとに大統領を両党から選出するという政治的合意で終息したが、寡頭体制から排除された農民や貧困層は不満を募らせた。1959年のキューバ革命に影響される形で自由党系農民を主体に創設されたコロンビア革命軍(FARC)を筆頭とする複数の左翼ゲリラ組織が誕生し、大地主や資本家による抑圧的な政治を打倒しようと武装闘争を行い、資金源として富裕層や企業幹部、民間人、外国人を標的とした誘拐を繰り返すようになり、政府機関や治安要員、石油パイプライン等を狙った爆破テロの巻き添えで一般市民にも多数の犠牲者を出した。一方、左翼ゲリラに対抗して結成された極右の民兵組織であるコロンビア自衛軍連合(AUC)は政府軍と共同で左翼ゲリラ勢力と交戦するだけでなく、ゲリラと関係があるとみなした農民や市民をも標的にテロ活動を行った。

### 違法薬物との関連
コロンビア国内紛争では、右派・左派を問わず麻薬が資金源として使われてきた。コロンビアでは1970年代より麻薬カルテルのメデジン・カルテルがコカイン原料のコカ密輸とコカイン密造を組織的に推し進め、1980年代に入ると麻薬関連の収益は急増し、麻薬組織はコロンビア社会に大きな影響力を持つようになった。メデジン・カルテルのライバル組織であるカリ・カルテルはコロンビア政府・軍・警察に影響を及ぼすようになっていたが、より強力な武力を保持するために左翼ゲリラ組織の4月19日運動（M-19）と同盟関係を結ぶようになった。M-19は民族主義者や社会主義者など左派のみならず右派をも取り込んだ反政府武装組織であり、1970年代からコロンビア国軍と戦闘を繰り広げ、カリ・カルテルはその戦闘力と組織力に目をつけたのである。
だが、アメリカ政府から援助を受けたコロンビア国軍は1980年代から左翼ゲリラ勢力への大攻勢に出て、M-19は構成員の多くを戦闘で失い、組織は弱体化していた。起死回生を図ったM-19は1985年、コロンビア最高裁占拠事件を起こしたが政府治安部隊の武力突入で構成員全員を殺害され、民間人を含む人質に多くの犠牲を出した。この事件でM-19は事実上壊滅状態に陥り、1990年には政府との和平に応じて武装闘争を放棄し、残党は麻薬カルテルの用心棒になった。カリ・カルテルはM-19に資金と武器を与え、政府軍と対決させることで政府の弱体化を図った。また、M-19のみならずコロンビア革命軍（FARC）など他の左翼ゲリラ組織も麻薬カルテルの庇護を受けるようになり、FARCはコカ葉輸送の警護料や支配地での麻薬生産への課税により急成長した。左翼ゲリラは長年の政府軍との戦闘の経験とノウハウから、治安当局に察知されずに麻薬の製造、保管、輸送が出来る場所を知っており、ジャングルの奥深くに設営された麻薬密造工場や密輸ルートを豊富な武力を有するゲリラに護衛させることで麻薬カルテルは急速に台頭した。FARCは1980年代より麻薬の売買によって資金を得ていた。
当初、FARCはコカイン製造に専念しており、麻薬の密輸には関与していなかったが、1980年代後半から麻薬カルテルとの結びつきが深まり、カルテルから資金や武器の提供を受けるようになった。カルテルもFARCの強大な武力を必要としており、ゲリラを傭兵として雇うケースが増えた。FARCはコロンビア政府との戦いよりも資金源であるコカイン製造業者を保護することを優先した。1980年代後半になると、カリ・カルテルのライバルであるメデジン・カルテルが急成長し、同組織の最高幹部であるパブロ・エスコバルはコロンビアの対外債務を負担することと引き換えに政府に麻薬取引を黙認するよう持ちかけた。この申し出はコロンビア政府に拒否されたため、エスコバルは政府に宣戦布告し、配下の傭兵を使ってテロを行った。
この事はM-19やFARCなど左翼ゲリラ諸勢力にとって脅威となった。エスコバルは麻薬の収益で貧困層への経済支援や貧困層向けの福祉施設、無料の住宅建設を進め、プロサッカーチームのオーナーとなっており、貧困層の支持は左翼ゲリラではなく麻薬カルテルに集中していたのである。さらに、左翼ゲリラが政府への攻撃を激化させると政府機能が弱体化し、エスコバルの麻薬ビジネスにとっても有利に働いていた。左翼ゲリラと麻薬カルテルの同盟関係が不安定になる中、1987年末、メデジン・カルテルの幹部ホセ・ゴンサロ・ロドリゲス・ガチャは傭兵として雇っていた左翼ゲリラ勢力が麻薬ビジネスに参入しようとしていることを知り、同盟関係を破棄して、コロンビア政府に協力を申し出た。
強大な軍事力を持つゲリラ組織は麻薬カルテルを煙たい存在とみなしており、またカルテルにとってもゲリラは脅威であった。そこでガチャはゲリラに関する情報とカルテル直属の傭兵をコロンビア政府に提供し、その見返りに国軍はガチャの組織に武器と訓練を提供した。コロンビア政府は「敵の敵は味方」という発想からカルテル同士を争わせて消耗させる戦略を取っていたが、ガチャの組織を支援し、ゲリラとカルテルを互いに戦わせることで双方の自滅を図ったのである。
しかし、コロンビア最大の援助国であるアメリカは「いかなる形でも麻薬カルテルとの取引に反対」しており、コロンビア政府はガチャの傭兵を直接訓練することが出来なかった。そこでコロンビア政府は1988年、イギリスに軍事援助を要請した。コロンビア軍の大佐がロンドンに渡り、英国の傭兵市場を利用して軍事要員を募集したのである。これに応じたダヴィッド・トムキンスは元SASで「共産ゲリラ掃討のための部隊要員」という名目で応じたアンゴラでの傭兵経験豊富なピーター・マッカリースを相棒にした。トムキンスはピーターを指揮官とする傭兵部隊を組織し、ピーターは月5000ドルの報酬で3ヵ月契約を結んだ。傭兵部隊はイギリス人8名、オーストラリア人2名、トムキンスを加えた11名で構成されていた。彼らの多くはアフリカなど世界各地の戦場で実戦経験を積んだベテランであった。
1988年8月、傭兵たちはコロンビア入りし、首都ボゴタ近くの川の中州で訓練に当たった。そこは一般の兵士がトレーニングを受けるような粗末なキャンプではなく、専属のメイドやシェフなどのサポートスタッフが揃い、リゾート施設を超えるような場所だった。豊富な食事と酒、週末には娼婦も与えられた。彼らはそこでコロンビア人の訓練生に訓練を施した。訓練生たちは「誘拐者に死を」(Muerte a Secuestradores,MAS)という誘拐犯に対抗するために結成された自衛組織のメンバーだった。コロンビアでは1960年代から左翼ゲリラが資金源として営利誘拐を行っており、莫大な資産を有する麻薬カルテルの幹部の子弟を狙った誘拐事件が多発していた。メデジン・カルテルは1981年、MASを組織して誘拐犯を処刑し、誘拐戦術を多用したM-19はMASによる粛清で大打撃を受けた。
11人の傭兵部隊は60人のコロンビア人訓練生を訓練して「極左テロリスト集団と戦うための特殊軍事作戦」を行っていたが、訓練資金は不正に流用され、傭兵部隊にはわずかな量の武器弾薬しか与えられなかった。提供された兵器も粗悪品が多く、訓練は延期された。その後、キャンプの生活は悪化し、傭兵部隊は栄養失調に陥った。その頃、メデジン・カルテルのガチャは敵対していた左翼ゲリラと和解して再びゲリラを傭兵として雇うことに決め、左翼ゲリラと戦うために訓練された傭兵部隊は用済みとなっていたのである。ピーターたちは契約期間満了までコロンビアに留まろうとしたが、傭兵の1人がゲリラに協力したとして逮捕され電気ショックによる拷問を受けたというニュースを知り、コロンビアを離れることにした。
その後、ピーターは再びコロンビアに戻り、今度はメデジン・カルテルと戦うためにコロンビア政府に協力してエスコバルとその一味を追跡し、1993年末、潜伏していたエスコバルの殺害作戦に参加、作戦を成功させている。また、傭兵にはイスラエル出身者も参加していたとされる。
この作戦はメデジン・カルテルのライバルであるカリ・カルテルが全面的に支援していたとされるが、コロンビア政府が1995年までにメデジン・カルテルやカリ・カルテルなどの麻薬カルテルを壊滅させると、FARCなど左翼ゲリラ勢力は麻薬ビジネスに直接参入することで潤沢な資金を手に入れ、政府軍より高性能の武器を揃えることで勢力を急拡大させた。2000年代までにFARCはコロンビア国土の3分の1（日本と同じ面積）を実効支配下に置き、FARCは要人誘拐やコカイン密輸、企業恐喝などにより毎年推定8億ドルもの活動資金を得ていたとされる。FARCの収入の7割は麻薬であり、FARCと鋭く敵対したAUCも資金源の9割は麻薬から得ていたとみられている。このためアメリカ政府は2001年、AUCをFARCやアルカーイダと並ぶ国際テロ組織に指定した。

### 停戦交渉
こうした状況を受けてコロンビア政府は1999年からFARCと和平交渉を行い、交渉のためコロンビア南部から軍・警察部隊を撤退させ「非武装地帯」（DMZ）を設けた（面積約4.2万平方キロメートル。日本の九州より広い）が、これに反発した軍・警察の高官が相次ぎ辞表を提出し、AUCがFARCへの武力攻撃を強めるなど混乱が広がり交渉は不調に終わった。2001年9月11日のアメリカ同時多発テロ事件で米国政府はコロンビア政府に左翼ゲリラとの和平交渉を中止するよう圧力をかけ、翌年発生したFARCによる上院議員拉致事件を受けてコロンビア政府は交渉を打ち切り、国軍部隊を展開させDMZを武力奪還した。
2002年に就任した対ゲリラ強硬派のアルバロ・ウリベ大統領は1983年に父親をFARCに殺害されており、対テロ戦争で米国と協同歩調を取ることで米国から多額の援助を獲得、国軍を近代化させFARCなど左翼ゲリラ勢力への徹底的な掃討作戦を展開した。相次ぐ幹部の逮捕や殺害、兵士の大量投降でFARCは弱体化が進んでいるとみられた。2010年に就任したフアン・マヌエル・サントス大統領は2012年からキューバやノルウェーの仲介でFARCと和平交渉を再開させ、2016年8月24日に和平への最終合意に至ったものの、同年10月2日、FARCと政府が結んだ和平合意を認めるかを問う国民投票を行い「反対」が50.2%で否決された。政府とFARCが和平の内容を一部修正し、国民投票ではなく議会での採決を取ることとなり、最終的に和平協定が11月30日、コロンビア議会の下院で承認された。
2017年6月27日、武器の引き渡し終了を祝うセレモニーがメタ県メセタスで行われ、FARCの武装解除が完了。9月1日、合法政党「人民革命代替勢力（Fuerza Armada Revolucionaria del Común、FARC）」設立。しかし、和平に反対してFARCから離脱した「FARC分離派」や民族解放軍（ELN）など他の左翼ゲリラは活動を続けている状態である。コロンビア政府とELNは2017年2月からエクアドルで和平交渉を行い、同年10月1日から2018年1月12日までの停戦に合意したが、2019年1月17日に首都ボゴタの警察学校が爆破（死者22人）され、ELNが犯行声明を出したことで政府は交渉を打ち切った。イバン・ドゥケ大統領はベネズエラがELNを支援していると非難し、ELNがテロ戦術の放棄や誘拐した人質全員を即時無条件解放しない限り対話には応じない姿勢である。FARC分離派は2019年8月29日、「政府が和平合意を順守せず、和平合意後にFARC元構成員150人と左翼活動家500人が殺害された」として武装闘争の再開を宣言。ELNとの共闘も視野に入れるという。国軍は2018年12月21日、FARC分離派最高幹部ワルテル・パトリシオ・アリサラ・ベルナサ（通称グアチョ司令官）を殺害するなど武力攻勢を強め、各地で戦闘が激化。一般市民に死者と避難民も出ている。
2022年11月17日、コロンビア政府は民族解放軍（ELN）との和平交渉を21日からベネズエラの首都カラカスで再開すると発表した。ELNは1964年結成の親キューバ系左翼ゲリラ組織。21年9月時点の構成員は約2400人。
2023年1月1日までに、コロンビアのグスタボ・ペトロ大統領は、民族解放軍（ELN）との停戦で合意したと発表した。期間は1月1日から6月30日まで。交渉に応じて延長可能で、他の反政府武装勢力も停戦に応じた。
2023年8月3日、コロンビア政府とELNは6ヵ月間の停戦に入った。ペトロ大統領は6月にキューバの首都ハバナでELNとの停戦に合意した。停戦期間中、コロンビア政府とELNの間で和平合意に向けた話し合いが行われる。ベラスケス国防相は「停戦が一時的なものであってはならない」と述べ、12月までにELNとの和平合意を目指す意向を示した。国連安全保障理事会は停戦状況を監視する。コロンビア国内紛争は1960年代から50年以上も続き、これまでに45万人以上の死者を出したとされる。
2025年1月16日、ELNは停戦を破棄し攻撃を再開。19日までにベネズエラ国境に近いノルテ・デ・サンタンデール県カタトゥンボで民間人を含む少なくとも80人以上が死亡、4日間で数千人が避難した。当局によると、コカイン原料のコカ栽培地を巡り、ELNとFARC分離派が武力衝突を続けている。国軍はカタトゥンボに約5000人の兵士を展開させた。ペトロ大統領は17日、ELNとの「完全な平和」を目指していた交渉を停止すると発表した。
一方、右派民兵組織もウリベ政権下で2003年に停戦と武装解除に合意。2006年までに36,000人の兵士が投降し、AUCは事実上解散状態となったが、その後継組織として結成された「コロンビア・ガイタン主義自警団」（AGC）は「クラン・デル・ゴルフォ（湾岸クラン）」というコロンビア最大の犯罪組織に成長し、BACRIM(「犯罪グループ」という意味)という違法武装集団が麻薬犯罪や企業恐喝を行っている。
国連によると、コロンビア武力紛争における民間人殺害の原因は、ゲリラが12％、準軍事組織が80％、残りの8％が政府軍であるという。